# Mark Renshaw
Mark Renshaw (ur. 22 października 1982 w Bathurst) – australijski kolarz szosowy i torowy.
Sprinter, uznawany za jednego z najlepszych rozprowadzających w peletonie, choć początkowo z powodzeniem startował na torze, zdobywając złote medale w sprincie indywidualnym i drużynowym podczas mistrzostw świata juniorów U19 w 1999 i 2000.
Karierę zawodową na szosie rozpoczął w 2004. Do jego najważniejszych triumfów należą: zwycięstwo w Tro-Bro Léon (2006) i w Tour of Qatar w 2011 oraz 2. miejsce w Vattenfall Cyclassics. 
15 lipca 2010 podczas 11. etapu Tour de France w trakcie finiszu i walki o pozycję starał się zepchnąć Juliana Deana atakując kilkukrotnie rywala głową, za co został zdyskwalifikowany.
Zakończył karierę sportową po sezonie 2019.

## Najważniejsze osiągnięcia

### kolarstwo torowe
1998
- 1. miejsce w mistrzostwach Australii (do lat 17, wyścig ind. na dochodzenie)
- 1. miejsce w mistrzostwach Australii (do lat 17, wyścig druż. na dochodzenie)
- 1. miejsce w mistrzostwach Australii (do lat 17, scratch)
- 1. miejsce w mistrzostwach Australii (do lat 17, time trial)

1999
- 1. miejsce w mistrzostwach świata (do lat 19, sprint druż.)
- 1. miejsce w mistrzostwach Australii (do lat 19, wyścig druż. na dochodzenie)
- 1. miejsce w mistrzostwach Australii (do lat 19, sprint druż.)

2000
- 1. miejsce w mistrzostwach świata (do lat 19, wyścig na 1 km)
- 1. miejsce w mistrzostwach świata (do lat 19, sprint druż.)
- 1. miejsce w mistrzostwach Australii (do lat 19, sprint druż.)
- 1. miejsce w mistrzostwach Australii (do lat 19, time trial)
- 1. miejsce w mistrzostwach Australii (do lat 19, wyścig druż. na dochodzenie)
- 1. miejsce w mistrzostwach Australii (do lat 19, scratch)

2001
- 1. miejsce w mistrzostwach Australii (time trial)

2002
- 1. miejsce w mistrzostwach świata (wyścig druż. na dochodzenie)
- 1. miejsce w mistrzostwach Australii (wyścig punktowy)
- 1. miejsce w mistrzostwach Australii (wyścig druż. na dochodzenie)
- 1. miejsce w mistrzostwach Australii (scratch)

### kolarstwo szosowe
2005
- 2. miejsce w Grand Prix de Denain

2006
- 1. miejsce na 3. etapie Tour Méditerranéen
- 1. miejsce w Tro-Bro Léon

2007
- 2. miejsce w Grand Prix de Denain
- 2. miejsce w Tour de Vendée

2008
- 1. miejsce na 1. etapie Tour Down Under
- 2. miejsce w Vattenfall Cyclassics

2009
- 1. miejsce na 1. etapie Giro d'Italia (TTT)
- 2. miejsce na 21. etapie Tour de France

2010
- 1. miejsce na 4. etapie Post Danmark Rundt
- 2. miejsce na 1. etapie Tour de France

2011
- 1. miejsce w Tour of Qatar
  - 1. miejsce na 5. etapie
- 1. miejsce na 1. etapie Giro d'Italia (TTT)
- 1. miejsce na 5. etapie Tour of Britain

2012
- 1. miejsce na 4. etapie Presidential Cycling Tour of Turkey

2013
- 1. miejsce w Clásica de Almería
- 1. miejsce na 1. etapie Eneco Tour

## Rankingi

### Kolarstwo szosowe
| Rok                | 2007 | 2008 | 2009 | 2010 | 2011 | 2012 | 2013 | 2014 | 2015 | 2016 | 2017  | 2018  | 2019  |
| ------------------ | ---- | ---- | ---- | ---- | ---- | ---- | ---- | ---- | ---- | ---- | ----- | ----- | ----- |
| UCI ProTour        | 177. | 33.  |      |      |      |      |      |      |      |      |       |       |       |
| UCI World Calendar |      |      | 145. | 168. |      |      |      |      |      |      |       |       |       |
| UCI World Tour     |      |      |      |      | 206. | 103. | 134. | 110. | -    | 117. | -     | -     |       |
| World Ranking      |      |      |      |      |      |      |      |      |      | 178. | 1790. | 2549. | 2924. |
| UCI Europe Tour    |      |      |      |      |      |      |      |      |      | 177. | 1131. | -     |       |
| UCI Asia Tour      |      |      |      |      |      |      |      |      |      | -    | -     | 506.  |       |
| UCI Oceania Tour   |      |      |      |      |      |      |      |      |      | -    | -     | -     | 139.  |
|                    |      |      |      |      |      |      |      |      |      |      |       |       |       |
| Źródło: UCI        |      |      |      |      |      |      |      |      |      |      |       |       |       |